# 永井怜
永井 怜（ながい さとし、1984年9月27日 - ）は、群馬県藤岡市出身の元プロ野球選手（投手）。現役引退後は、楽天イーグルスアカデミーのジュニアコーチを務める傍ら、プロ野球解説者としても活動していた。

## 経歴

### プロ入り前
藤岡市立神流小学校3年生の頃から｢神流リバーズ」で外野手として野球を始め、後に内野手、投手を兼任。中学時代はずっと野手を兼任し、高校生から投手に専念することになる。東農大二高時代は2年生秋からベンチ入りした。最高成績は3年生春の県大会ベスト16だった。
東洋大学では、1年生秋からリーグ戦に登板した。2年生からはエースとして登板した。2005年春の東都大学リーグ戦、対中央大学戦では16奪三振を記録した。2006年は春に青山学院大学戦で2試合連続の完封勝利も記録し、夏の第35回日米大学野球大会と第3回世界大学野球選手権大会のメンバーにそれぞれ選ばれた。東都リーグ通算50試合登板12勝12敗、防御率2.92の成績を残す。当初はプロ野球選手という進路は考えておらず、高校野球の指導者になることを志望していた。このため高校公民の教員免許取得を目指していたが、最終的に2単位足りず取得できなかった。なお卒業後も単位を取得すれば教員免許は得られるため、いずれは取得したいと本人は語っている。なお東洋大への入学はスポーツ推薦ではなく一般入試であり、そのためドラフト指名後も試験や教育実習、卒業論文の提出などに忙しく度々キャンプを離れていた。
2006年11月21日に行われた大学生・社会人ドラフトで東北楽天ゴールデンイーグルスから1巡目指名を受け入団した。背番号は30。

### 楽天時代

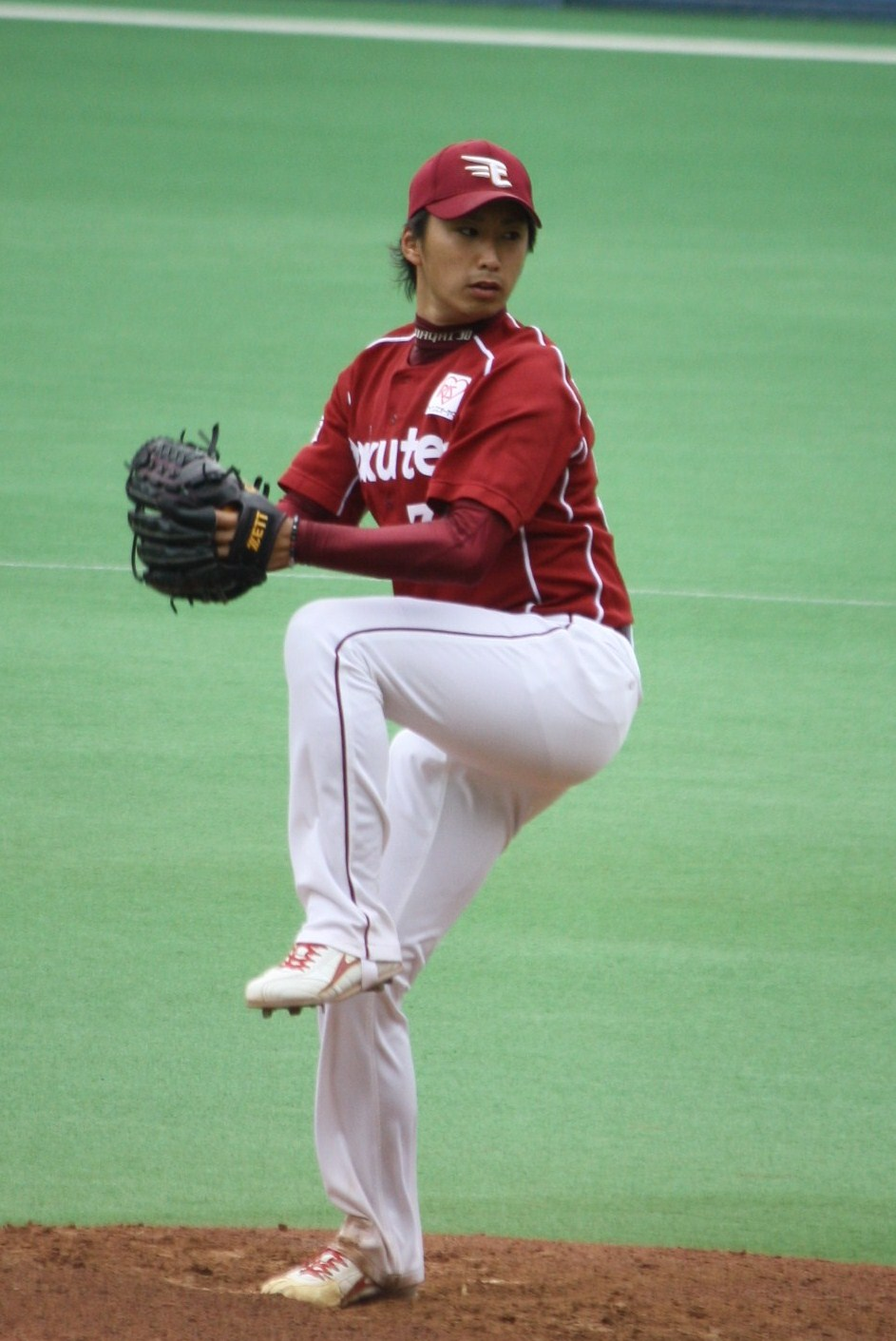
2010年6月20日 千葉マリンスタジアム

2007年の開幕一軍登録は果たせなかったものの、4月1日に初めて一軍登録され、同日の対オリックス・バファローズ戦（フルスタ宮城）で初登板を果たす（9回表から1イニングのリリーフ登板）。4月17日の対福岡ソフトバンクホークス戦（フルスタ宮城）で初先発し、8回2失点でプロ初勝利を挙げた。シーズン中盤まで先発ローテーションを守り続けたが、8月途中からリリーフに転向した。
2008年3月26日、開幕5戦目のオリックス戦（京セラドーム）で先発し、初の無四球完封勝利を果たした。この試合がチームのシーズン初勝利試合となった。さらに4月23日のソフトバンク戦でも無四球完封勝利を挙げる。その年のハワイ・ウィンターリーグに聖澤諒、枡田慎太郎と共に参加し、リーグ最多勝利と最多奪三振、最多投球回を記録し、最優秀投手に選ばれた。
2009年6月20日の阪神タイガース戦3回戦、3回表にチームが打者一巡の猛攻を見せる中で2度打席が回り、リーグ16人目となる1イニング2三振を記録した。9月9日のオリックス戦の完投勝ちで10勝目となり、自身初のシーズン2桁勝利を達成した。このシーズンは13勝7敗という好成績を挙げチームの2位躍進に貢献した。
2010年1月11日に元モデルの木谷真美と結婚した。シーズンに入ると前年よりも与四球や被安打が大幅に増え、投球回数は前年を上回ったものの、結局10勝10敗の成績でシーズンを終えた。
2011年5月20日、第1子となる長女が誕生した。シーズン序盤から田中将大とともに先発ローテーションを支えていたが、7月3日の千葉ロッテマリーンズ戦（Kスタ宮城）で登板中に右肩を故障した。一旦戦列を離れ、再び先発として一軍に戻ったが再び右肩を故障し、そのままシーズンを終えた。規定投球回には到達しなかったが、チーム2位の2完封を記録した。
2012年は前年の怪我の影響で出遅れ、8月14日の北海道日本ハムファイターズ戦では復帰後初勝利を挙げる。その後は3試合登板して3連敗で二軍に降格し、そのままシーズンを終えた。
2013年は開幕を二軍で迎える。5月19日の東京ヤクルトスワローズ戦に先発し、8回無失点の好投で同年初勝利を挙げた。最終的には10試合で2勝4敗、防御率3.46の成績だった。
2014年はプロ入り初の一軍先発登板無し、一軍未勝利でシーズンを終える。
2015年もシーズンの大半を二軍で過ごした。10月4日に現役引退を発表したことを受けて、球団では10月6日のロッテ戦（楽天koboスタジアム宮城）を、永井の引退試合として開催した。永井はこの試合で6回表に「打者1人」という条件で登板すると、東洋大学の後輩・清田育宏から三振を奪って現役生活を終えた。11月12日に、日本野球機構（NPB）から任意引退選手として公示された。

### 引退後
2015年12月19日付で、楽天球団が運営する「楽天イーグルスアカデミー」のジュニアコーチに就任した。
2016年2月、チームの久米島キャンプでオフィシャルリポーターを担当した。公式戦開幕後は解説者としても活動を開始した（東北楽天ゴールデンイーグルスホーム、ビジターゲームのみ）。
2019年10月14日、2020年は楽天の育成コーチを務めることが発表された。その後、2021年は育成投手コーチを、2022年からは二軍投手コーチを務めた。2023年も同様に二軍投手コーチを務めていたが、一軍の防御率がリーグワーストの3.55に低迷していることを受け、7月19日に小山伸一郎と入れ替えで、一軍投手コーチに配置転換された。2025年からは二軍投手コーチに再度配置転換された。

## 選手としての特徴
オーバースローから投げる。平均球速は約140km/h。

## 詳細情報

### 年度別投手成績
| 年 度     | 球 団     | 登 板 | 先 発 | 完 投 | 完 封 | 無 四 球 | 勝 利 | 敗 戦 | セ 丨 ブ | ホ 丨 ル ド | 勝 率 | 打 者 | 投 球 回 | 被 安 打 | 被 本 塁 打 | 与 四 球 | 敬 遠 | 与 死 球 | 奪 三 振 | 暴 投 | ボ 丨 ク | 失 点 | 自 責 点 | 防 御 率 | W H I P |
| --------- | --------- | ----- | ----- | ----- | ----- | -------- | ----- | ----- | -------- | ----------- | ----- | ----- | -------- | -------- | ----------- | -------- | ----- | -------- | -------- | ----- | -------- | ----- | -------- | -------- | ------- |
| 2007      | 楽天      | 38    | 16    | 0     | 0     | 0        | 7     | 7     | 0        | 1           | .500  | 542   | 127.0    | 117      | 14          | 51       | 2     | 8        | 98       | 3     | 0        | 55    | 51       | 3.61     | 1.32    |
| 2008      | 楽天      | 27    | 15    | 2     | 2     | 1        | 6     | 7     | 0        | 0           | .462  | 521   | 117.1    | 121      | 17          | 47       | 0     | 4        | 111      | 6     | 0        | 68    | 61       | 4.68     | 1.43    |
| 2009      | 楽天      | 26    | 26    | 5     | 2     | 0        | 13    | 7     | 0        | 0           | .650  | 703   | 171.0    | 153      | 17          | 50       | 2     | 8        | 144      | 7     | 0        | 69    | 65       | 3.42     | 1.19    |
| 2010      | 楽天      | 27    | 27    | 4     | 1     | 0        | 10    | 10    | 0        | 0           | .500  | 779   | 182.2    | 173      | 20          | 69       | 0     | 3        | 125      | 4     | 0        | 82    | 76       | 3.74     | 1.33    |
| 2011      | 楽天      | 16    | 16    | 2     | 2     | 0        | 4     | 5     | 0        | 0           | .444  | 420   | 102.2    | 92       | 10          | 26       | 0     | 3        | 77       | 4     | 0        | 39    | 32       | 2.81     | 1.15    |
| 2012      | 楽天      | 5     | 5     | 0     | 0     | 0        | 1     | 3     | 0        | 0           | .250  | 118   | 27.1     | 29       | 1           | 10       | 0     | 2        | 22       | 1     | 0        | 10    | 10       | 3.29     | 1.43    |
| 2013      | 楽天      | 10    | 9     | 1     | 0     | 0        | 2     | 4     | 0        | 0           | .333  | 229   | 54.2     | 47       | 6           | 15       | 0     | 2        | 31       | 3     | 0        | 22    | 21       | 3.46     | 1.13    |
| 2014      | 楽天      | 5     | 0     | 0     | 0     | 0        | 0     | 0     | 0        | 0           | ----  | 29    | 6.0      | 9        | 1           | 2        | 0     | 0        | 7        | 3     | 0        | 4     | 4        | 6.00     | 1.83    |
| 2015      | 楽天      | 1     | 0     | 0     | 0     | 0        | 0     | 0     | 0        | 1           | ----  | 1     | 0.1      | 0        | 0           | 0        | 0     | 0        | 1        | 0     | 0        | 0     | 0        | 0.00     | 0.00    |
| 通算：9年 | 通算：9年 | 155   | 114   | 14    | 7     | 1        | 43    | 43    | 0        | 2           | .500  | 3342  | 789.0    | 741      | 86          | 270      | 4     | 30       | 616      | 31    | 0        | 349   | 320      | 3.65     | 1.28    |

### 年度別守備成績
| 年 度 | 球 団 | 投手  | 投手  | 投手  | 投手  | 投手  | 投手     |
| 年 度 | 球 団 | 試 合 | 刺 殺 | 補 殺 | 失 策 | 併 殺 | 守 備 率 |
| ----- | ----- | ----- | ----- | ----- | ----- | ----- | -------- |
| 2007  | 楽天  | 38    | 4     | 21    | 0     | 1     | 1.000    |
| 2008  | 楽天  | 27    | 4     | 18    | 2     | 1     | .917     |
| 2009  | 楽天  | 26    | 2     | 12    | 1     | 0     | .933     |
| 2010  | 楽天  | 27    | 7     | 16    | 0     | 0     | 1.000    |
| 2011  | 楽天  | 16    | 4     | 17    | 0     | 0     | 1.000    |
| 2012  | 楽天  | 5     | 1     | 4     | 0     | 1     | 1.000    |
| 2013  | 楽天  | 10    | 3     | 6     | 0     | 0     | 1.000    |
| 2014  | 楽天  | 5     | 0     | 1     | 1     | 0     | .500     |
| 2015  | 楽天  | 1     | 0     | 0     | 0     | 0     | ----     |
| 通算  | 通算  | 155   | 25    | 95    | 4     | 3     | .968     |

### 記録
初記録
投手記録
- 初登板：2007年4月1日、対オリックス・バファローズ2回戦（フルキャストスタジアム宮城）、9回表に2番手で救援登板・完了、1回無失点
- 初奪三振：同上、9回表に北川博敏から見逃し三振
- 初先発・初勝利：2007年4月17日、対福岡ソフトバンクホークス4回戦（フルキャストスタジアム宮城）、8回2失点
- 初ホールド：2007年9月15日、対西武ライオンズ20回戦（グッドウィルドーム）、7回裏に2番手で救援登板、2回無失点
- 初完投勝利・初完封勝利・初無四球試合：2008年3月26日、対オリックス・バファローズ2回戦（京セラドーム大阪）、9回4安打無失点8奪三振

打撃記録
- 初安打：2011年6月6日、対東京ヤクルトスワローズ4回戦（明治神宮野球場）、3回表に館山昌平から中前安打

その他の記録
- オールスターゲーム出場：1回（2010年）

### 背番号
- 30（2007年 - 2015年）
- 83（2020年 - ）

### 登場曲
- 『Life Is Cool』 スウィートボックス（2007年）
- 『L.O.V.E.』 クリスティーナ・ミリアン（2008年）
- 『恋シテル』 加藤ミリヤ（2009年）
- 『Circus（2009Remaster）』 ブリトニー・スピアーズ（2010年）
- 『Lovin' Life』 FUNKY MONKEY BABYS（2010年 - 2012年）
- 『悲しみなんて笑い飛ばせ』 FUNKY MONKEY BABYS（2012年 - ）

### 代表歴
- 第35回日米大学野球選手権大会日本代表